# Heishantou (köpinghuvudort i Kina, Inner Mongolia Autonomous Region, lat 50,21, long 119,50)
Heishantou (kinesiska: 黑山头, 黑山头镇) är en köpinghuvudort i Kina. Den ligger i den autonoma regionen Inre Mongoliet, i den norra delen av landet, omkring 1 200 kilometer nordost om regionhuvudstaden Hohhot. Antalet invånare är 2 029. Befolkningen består av 918 kvinnor och 1 111 män. Barn under 15 år utgör 7,0 %, vuxna 15-64 år 86 %, och äldre över 65 år 5,0 %.
Runt Heishantou är det mycket glesbefolkat, med 4 invånare per kvadratkilometer. Det finns inga andra samhällen i närheten. Trakten runt Heishantou består till största delen av jordbruksmark.